# Европски савет за избеглице и прогнанике
Европски савет за избеглице и прогнанике (енгл. European Council on Refugees and Exiles), познат и под акронимом ECRE или ЕКРЕ, паневропска је непрофитна организација основана 1974. са секретаријатом у Бриселу, главном граду Белгије. Њен циљ је заштита и унапређење права избеглица, тражилаца азила и других присилно расељених лица у Европи. Рад организације обухвата правну подршку, заступање и комуникацију с јавношћу.

## Позадина
Групе за лобирање за права миграната активне су од почетка деведесетих година 20. века.
Невладине организације су се удружиле да би основале кровну организацију јер тако могу остварити већи утицај на институције Европске уније, а тиме и на европско законодавство.

## Активности
Савет је 2011. изразио забринутост у вези с планираном репатријацијом авганистанске деце азиланата.
Године 2014. критиковао је одлуку Европске уније да смањи операције спасавања миграната у Средоземном мору.

## Организације чланице
Закључно с јуном 2023. Европски савет за избеглице и прогнанике окупио је 117 невладиних организација из 40 земаља. Чланство у Савету имају многе значајне организације као што су Амнести интернешонал, Каритас, Црвени крст и СОС дечја села. Савет умрежује организације широм Европе, како у Европској унији, тако и ван ње. У наставку је абецедним редом наведен списак организација чланица према подацима са званичног сајта.
| Р. бр. | Међународни назив организације                     | Локализовани назив организације                | Земља                |
| ------ | -------------------------------------------------- | ---------------------------------------------- | -------------------- |
| 1.     | Accem                                              | транскр. Аксем                                 | Шпанија              |
| 2.     | Active Citizen Europe                              | прев. Активни грађанин Европе                  | Белгија              |
| 3.     | Aditus                                             | транскр. Адитус                                | Малта                |
| 4.     | Afghan LGBT Organization (ALO)                     | прев. Авганистанска ЛГБТ организација (АЛО)    | Чешка                |
| 5.     | Amnesty International - EU Office                  | Амнести интернашонал — канцеларија ЕУ          | (међународна)        |
| 6.     | Amnesty International Sweden                       | Амнести интернашонал Шведска                   | Шведска              |
| 7.     | Arbeiterwohlfahrt                                  | транскр. Арбајтерволфарт                       | Немачка              |
| 8.     | Are You Syrious (AYS)                              | транскр. Ар ју сиријус (AYS)                   | Хрватска             |
| 9.     | Asam                                               | транскр. Асам                                  | Турска               |
| 10.    | ASGI                                               | преслов. АСГИ                                  | Италија              |
| 11.    | Asilo in Europa                                    | транскр. Азило ин Еуропа                       | Италија              |
| 12.    | Association for Legal Intervention                 | прев. Удружење за правну интервенцију          | Пољска               |
| 13.    | AsyLex                                             | транскр. Асилекс                               | Швајцарска           |
| 14.    | Asylkoordination (Österreich)                      | транскр. Азилкоординацион (Аустрија)           | Аустрија             |
| 15.    | Asylum Protection Center                           | Центар за заштиту и помоћ тражиоцима азила     | Србија               |
| 16.    | Belgrade Centre for Human Rights                   | Београдски центар за људска права              | Србија               |
| 17.    | British Red Cross                                  | Британски Црвени крст                          | Уједињено Краљевство |
| 18.    | British Refugee Council                            | Британски савет за избеглице                   | Уједињено Краљевство |
| 19.    | Bulgarian Helsinki Committee                       | Бугарски хелсиншки одбор                       | Бугарска             |
| 20.    | Bulgarian Red Cross                                | Бугарски Црвени крст                           | Бугарска             |
| 21.    | Caritas Europa                                     | Каритас Европе                                 | (међународна)        |
| 22.    | Caritas Germany                                    | Каритас Немачке                                | Немачка              |
| 23.    | Caritas Luxembourg                                 | Каритас Луксембурга                            | Луксембург           |
| 24.    | Caritas Sweden                                     | Каритас Шведске                                | Шведска              |
| 25.    | CCME-CEC                                           | преслов. ЦКМЕ КЕЦ                              | (међународна)        |
| 26.    | CEAR                                               | преслов. ЦЕАР                                  | Шпанија              |
| 27.    | Centre for Peace Studies                           | Центар за мировне студије                      | Хрватска             |
| 28.    | Centre for Research and Social Development (IDEAS) | Центар за истраживање и развој друштва (ИДЕАС) | Србија               |
| 29.    | Centrul de Drept al Avocaților (CDA)               | Адвокатски правни центар (ЦДА)                 | Молдавија            |
| 30.    | Cepaim                                             | транскр. Сепаим                                | Шпанија              |
| 31.    | Civil Rights Program Kosovo                        | Програм за грађанска права на Косову           | Косово               |
| 32.    | Collective Aid                                     | Колективна помоћ                               | Босна и Херцеговина  |
| 33.    | Croatian Law Centre                                | Хрватски правни центар                         | Хрватска             |
| 34.    | Cyprus Refugee Council                             | Кипарски савет за избеглице                    | Кипар                |
| 35.    | Danish Refugee Council                             | Дански савет за избеглице                      | Данска               |
| 36.    | Der Paritätische Gesamtverband                     | прев. Удружење Паритетише                      | Немачка              |
| 37.    | Diakonie Deutschland                               | Дијакони Немачка                               | Немачка              |
| 38.    | Diakonie Refugee Service                           | Служба за избеглице Дијакони                   | Аустрија             |
| 39.    | Dutch Council for Refugees                         | Холандски савет за избеглице                   | Холандија            |
| 40.    | Entraide Pierre Valdo                              | Узајамна помоћ Пјер Валдо                      | Француска            |
| 41.    | Estonian Human Rights Centre                       | Естонски центар за људска права                | Естонија             |
| 42.    | Estonian Refugee Council                           | Естонски савет за избеглице                    | Естонија             |
| 43.    | Federación Andalucía Acoge                         | прев. Федерација Андалузија дочекује           | Шпанија              |
| 44.    | Female Fellows                                     | транскр. Фимејл фелоуз                         | Немачка              |
| 45.    | Fenix Humanitarian Legal Aid                       | прев. Хуманитарна правна помоћ Феникс          | Грчка                |
| 46.    | Finnish Refugee Advice Centre                      | Фински саветодавни центар за избеглице         | Финска               |
| 47.    | Flemish Refugee Action                             | прев. Фламанска акција за избеглице            | Белгија              |
| 48.    | Forum Réfugiés-Cosi                                | Форум избеглица — Кози                         | Француска            |
| 49.    | France Terre d'Asile                               | Француска, земља азила                         | Француска            |
| 50.    | French Refugee Council                             | Француски савет за избеглице                   | Француска            |
| 51.    | Greek Council for Refugees                         | Грчки савет за избеглице                       | Грчка                |
| 52.    | Greek Forum of Refugees (GFR)                      | Грчки форум избеглица (ГФР)                    | Грчка                |
| 53.    | Grupa 484                                          | Група 484                                      | Србија               |
| 54.    | Helsinki Foundation for Human Rights               | Хелсиншка фондација за људска права            | Пољска               |
| 55.    | HIAS Greece                                        | ХИАС Грчка                                     | Грчка                |
| 56.    | Human Rights League - Slovakia                     | Лига за људска права — Словачка                | Словачка             |
| 57.    | Hungarian Helsinki Committee                       | Мађарски Хелсиншки одбор                       | Мађарска             |
| 58.    | ICMC                                               | полуверб. Ај-Си-Ем-Си                          | (међународна)        |
| 59.    | ICORN                                              | преслов. ИКОРН                                 | Норвешка             |
| 60.    | ILPA                                               | верб. Илпа                                     | Уједињено Краљевство |
| 61.    | International Rescue Committee                     | Међународни комитет за спасавање               | (међународна)        |
| 62.    | IRCT                                               | преслов. ИРЦТ                                  | (међународна)        |
| 63.    | Irish Refugee Council                              | Ирски савет за избеглице                       | Исланд               |
| 64.    | Island Panorama Centre                             | прев. Исландски центар за панораму             | Исланд               |
| 65.    | Italian Council for Refugees                       | Италијански савет за избеглице                 | Италија              |
| 66.    | Ivorian Community of Greece                        | Заједница Слоноваче у Грчкој                   | Грчка                |
| 67.    | Jesuit Refugee Service - Europe                    | Језуитска служба за избеглице — Европа         | (међународна)        |
| 68.    | Jesuit Refugee Service Malta                       | Језуитска служба за избеглице Малта            | Малта                |
| 69.    | Latvian Centre for Human Rights                    | Летонски центар за људска права                | Летонија             |
| 70.    | Lithuanian Red Cross                               | Литвански Црвени крст                          | Литванија            |
| 71.    | Macedonian Young Lawyers’ Association              | Македонско удружење младих правника            | Северна Македонија   |
| 72.    | Memorial Human Rights Centre                       | Меморијални центар за људска права             | Русија               |
| 73.    | Menedék                                            | Менедек                                        | Мађарска             |
| 74.    | MOSAICO – Action for Refugees                      | Мозаико — акција за избеглице                  | Италија              |
| 75.    | Movimiento por la Paz (MPDL)                       | Покрет за мир (МПДЛ)                           | Шпанија              |
| 76.    | Refugee Support Association (MUDEM)                | Удружење за подршку избеглицама (МУДЕМ)        | Турска               |
| 77.    | Mülteci-Der                                        | транскр. Мултеџи-дер                           | Турска               |
| 78.    | NANSEN                                             | преслов. НАНСЕН                                | Белгија              |
| 79.    | NOAS                                               | преслов. НОАС                                  | Норвешка             |
| 80.    | Norwegian Refugee Council                          | Норвешки савет за избеглице                    | Норвешка             |
| 81.    | Ocalenie Foundation                                | прев. Фондација Оцалење                        | Пољска               |
| 82.    | OPU                                                | преслов. ОПУ                                   | Чешка                |
| 83.    | Oxfam EU Office                                    | Окфам — канцеларија ЕУ                         | Белгија              |
| 84.    | Passerell                                          | транскр. Пасрел                                | Луксембург           |
| 85.    | Legal-Informational Centre (PIC)                   | Правно-информациони центар (ПИЦ)               | Словенија            |
| 86.    | Plattform Asyl Für Menschenrechte                  | прев. Платформа Азил за људска права           | Аустрија             |
| 87.    | Portuguese Refugee Council                         | Португалски савет за избеглице                 | Португалија          |
| 88.    | Pro Asyl                                           | Про азил                                       | Немачка              |
| 89.    | Psychosocial Innovation Network (PIN)              | Мрежа психосоцијалних иновација (ПИН)          | Србија               |
| 90.    | Red Acoge Federation                               | прев. Федерација Мрежа дочекује                | Шпанија              |
| 91.    | Red Cross EU                                       | Црвени крст ЕУ                                 | (међународна)        |
| 92.    | Red Cross Iceland                                  | Црвени крст Исланда                            | Исланд               |
| 93.    | Refugee Action                                     | Акција за избеглице                            | Уједињено Краљевство |
| 94.    | Refugee Advisory Board                             | Саветодавни одбор за избеглице                 | Бугарска             |
| 95.    | Refugee Rights Association                         | Удружење за права избеглица                    | Кипар                |
| 96.    | Refugee Rights Turkey                              | Права избеглица Турска                         | Турска               |
| 97.    | Rescate                                            | транскр. Рескате                               | Шпанија              |
| 98.    | Right to Protection                                | Право на заштиту                               | Украјина             |
| 99.    | Romanian National Council for Refugees             | Румунски национални савет за избеглице         | Румунија             |
| 100.   | Scottish Refugee Council                           | Шкотски савет за избеглице                     | Уједињено Краљевство |
| 101.   | Solentra                                           | Солентра                                       | Белгија              |
| 102.   | Solidar                                            | Солидар                                        | (међународна)        |
| 103.   | Solidarity Now                                     | прев. Солидарност сада                         | Грчка                |
| 104.   | SOS Children's Villages                            | СОС дечја села                                 | (међународна)        |
| 105.   | Spanish Red Cross                                  | Шпански Црвени крст                            | Шпанија              |
| 106.   | Student Action for Refugees (STAR)                 | Студентска акција за избеглице (СТАР)          | Уједињено Краљевство |
| 107.   | Swedish Red Cross                                  | Шведски Црвени крст                            | Шведска              |
| 108.   | Swedish Refugee Advice Centre                      | Шведски саветодавни центар за избеглице        | Шведска              |
| 109.   | Swiss Refugee Council                              | Швајцарски савет за избеглице                  | Швајцарска           |
| 110.   | Terre des hommes                                   | транскр. Тер дез ом                            | Немачка              |
| 111.   | The Centre for Refugee Support                     | Центар за подршку избеглицама                  | Белорусија           |
| 112.   | The Swedish Network of Refugee Support Groups      | Шведска мрежа група за подршку избеглицама     | Шведска              |
| 113.   | The Tenth of April (TTA)                           | прев. Десети април (ТТА)                       | Украјина             |
| 114.   | UAF                                                | преслов. УАФ                                   | Холандија            |
| 115.   | União de Refugiados Em Portugal (UREP)             | прев. Унија избеглица у Португалији (УРЕП)     | Португалија          |
| 116.   | Vaša prava BiH                                     | Ваша права БиХ                                 | Босна и Херцеговина  |
| 117.   | Verein Projekt Integrationshaus                    | Удружење Пројект Интеграционсхаус              | Аустрија             |